# Okręg Lorient
Okręg Lorient (fr. Arrondissement de Lorient) – okręg w północno-zachodniej Francji. Populacja wynosi 301 tysięcy.

## Podział administracyjny
W skład okręgu wchodzą następujące kantony:
- Auray,
- Belle-Île,
- Belz,
- Groix,
- Hennebont,
- Lanester,
- Lorient-Centre,
- Lorient-Nord,
- Lorient-Sud,
- Ploemeur,
- Plouay,
- Pluvigner,
- Pont-Scorff,
- Port-Louis,
- Quiberon.